# Jos Werner
Frans Joseph Marie (Jos) Werner (Nijmegen, 23 januari 1943) is een Nederlands politicus. Namens het Christen-Democratisch Appèl was hij lid van de Eerste Kamer. Vanaf 1 juli 2003 was Werner voorzitter van zijn fractie.
Werner studeerde tussen 1964 en 1970 economie aan de Katholieke Economische Hogeschool te Tilburg. Hij was vervolgens werkzaam bij het ministerie van Volksgezondheid en Milieuhygiëne. Van 1975 tot 1984 was hij directeur Financieel beleid Gezondheidszorg op dat ministerie. Daarna was Werner achtereenvolgens vicevoorzitter van de raad van bestuur van het Academisch Medisch Centrum in Amsterdam en voorzitter van de raad van bestuur van het Universitair Medisch Centrum in Nijmegen.
In 1995 werd Werner namens het CDA lid van de Eerste Kamer. Daarvoor werkte hij aan diverse verkiezingsprogramma's van deze partij. In de senaat hield Werner zich onder meer bezig met Volksgezondheid, Volkshuisvesting en Verkeer en Waterstaat. Vanaf 2003 was hij fractievoorzitter.
Werner is voorzitter van de Stuurgroep Antibioticaresistentie Dierhouderij. Daarnaast is hij lid van de raad van commissarissen bij Merck Sharp en & Dohme (MSD), een farmaceutisch bedrijf dat onder meer diergeneesmiddelen produceert. Werner is sinds 1 mei 2008 voorzitter van het Bestuur van MEE Nederland, vereniging voor ondersteuning van mensen met een beperking.

## Persoonlijk
Werner is een oom van televisiepresentatrice en politica Lucille Werner.